# Wolfgang Farkas
Wolfgang „Wolf“ Farkas (* 1967 in München) ist ein deutscher Autor und Journalist.

## Leben
Farkas wuchs in München auf und machte sein Abitur am Wilhelm-Hausenstein-Gymnasium. Nach einem längeren Aufenthalt in Lateinamerika studierte er Kommunikationswissenschaften, Politik und Soziologie an der Ludwig-Maximilians-Universität und absolvierte eine Redakteursausbildung an der Deutschen Journalistenschule. Während seiner Ausbildung schrieb er regelmäßig u. a. für die Süddeutsche Zeitung. Von 1997 bis 2000 war er Kulturredakteur bei den Magazinen ELLE (Burda) und Gentleman's Quarterly (Condé Nast) sowie freier Mitarbeiter für Die Zeit. 2002 gründete er mit Lars Birken-Bertsch den Verlag Blumenbar, der 2012 als Imprint vom Berliner Aufbau Verlag übernommen wurde. Seit 2019 leitet er die Presse- und Öffentlichkeitsarbeit am Berliner Institut für empirische Integrations- und Migrationsforschung an der Humboldt-Universität zu Berlin.
Farkas lebt seit 2021 in der Uckermark.

## Veröffentlichungen

### Als Übersetzer
- Hunter S. Thompson: Die Odyssee eines Outlaw-Journalisten: Gonzo-Briefe 1958–1976. Heyne, 2016. ISBN 978-3-453-67702-9.
- Hunter S. Thompson: Rum Diary. Blumenbar, 2005. ISBN 978-3-936738-13-1.
- Leonard Cohen: Buch der Sehnsüchte. Blumenbar, 2008. ISBN 978-3-936738-45-2

### Herausgeber
- Wolfgang Farkas u. a.: Nachtleben Berlin. Metrolit 2013. ISBN 978-3-453-67702-9.
- Wolfgang Farkas u. a.: Osten. In 26 Geschichten um die Welt. Blumenbar, 2004. ISBN 978-3-936738-02-5.